# Sandra Reynolds
Sandra Reynolds-Price (Bloemfontein, 4 maart 1934) is een voormalig tennisspeelster uit Zuid-Afrika.
Samen met Renée Schuurman won ze het damesdubbeltoernooi van Roland Garros 1959, Roland Garros 1961 en Roland Garros 1962.
Ook won ze op het Australian Open van 1959 de dubbelfinale met Schuurman, en won ze de gemengd-dubbelfinale waarin Schuurman haar tegenstandster was. 
Op Wimbledon 1960 stond ze in de finale van zowel het damesenkelspel als de damesdubbel, maar beide finales verloor ze.